# 긴장 이론
긴장 이론(Strain theory)은 미국의 사회학자 로버트 K. 머턴이 정립한 일탈 이론이다. 모든 사회는 문화적인 목표와 이를 성취하기 위한 합법적 기회의 차이가 존재하는데, 이 차이가 사회의 긴장을 야기하고, 사회 구성원은 범죄와 일탈을 통하여, 이러한 긴장을 해소하려고 한다는게 긴장이론의 핵심이다. 미국의 사회를 기반으로 이 이론을 세웠기 때문에 이것이 다른 국가에 적용되기에는 다소 부족하며 협소적이라는 단점이 있다.
예를 들면, 루스 베니딕트의 저서 《국화와 칼》에서 나온 일본인들의 냉수욕을 예로 들 수 있다. 이 책에서 일본은 대표적인 긴장 문화 국가라고 규정되었다. 일본인은 쾌락을 즐기는 것 마저 엄격한 교육을 통해 배운다고 저술하였다. 냉수욕은 냉수가 몸에 닿을 때 느껴지는 근육의 수축으로 고통을 느끼게 되며, 이러한 긴장 상태로 인해 불안 및 불쾌함이 증폭된다. 루스 베네딕트는 이 과정 다음에 '긴장과 불안의 이완에서 오는 쾌감 단계'가 있음을 언급하며, 일본인은 이러한 쾌감마저도 교육과 학습을 통해 배운다고 언급하였다. 오히려 이러한 긴장을 예술로 승화시켰다는 평가를 하였다. 그러나 로버트 K. 머턴의 이 이론에 따르면, 일본 사회에는 긴장 이론을 적용할 수 없는 것이다.